# Wilhelmstadt
Wilhelmstadt, Berlin-Wilhelmstadt – dzielnica (Ortsteil) Berlina w okręgu administracyjnym Spandau. Od 1 października 1920 w granicach miasta.